# Енциклопедія Оргельбрандта

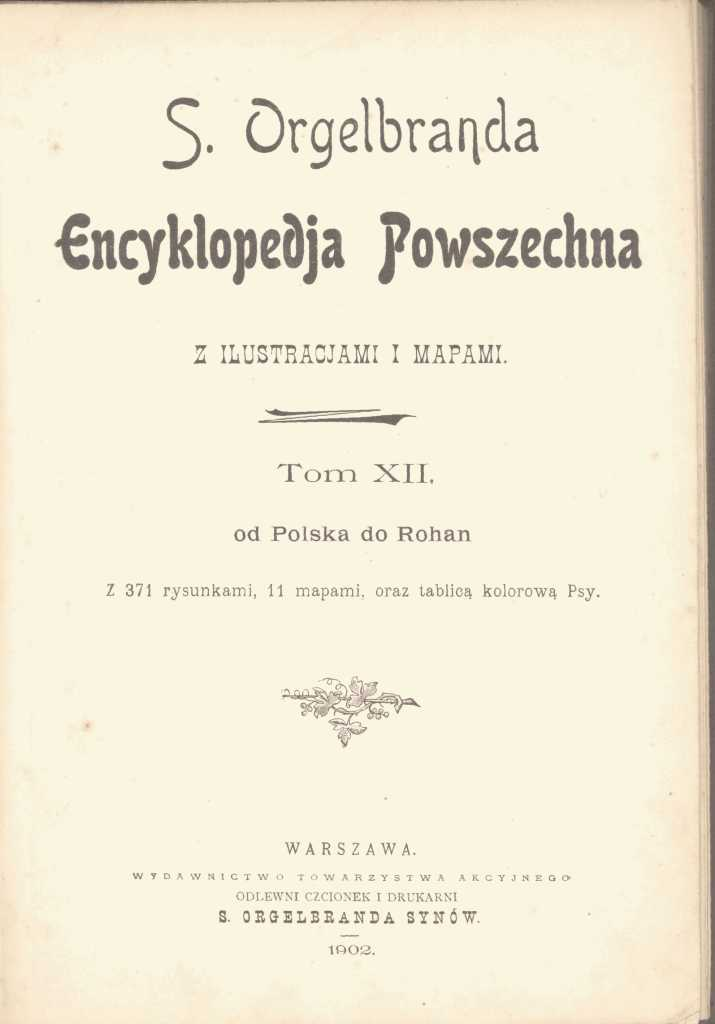

Загальна енциклопедія С.Оргельбрандта (пол. S. Orgelbranda Encyklopedia Powszechna) — друга енциклопедія, видана на польській мові, перша велика енциклопедія. Ініціатором її створення був видний польсько-єврейський видавець та книготорговець Самуель Оргельбранд (1810—1868). На відміну від першої енциклопедії «Нові Афіни» (1747), «Загальна енциклопедія С.Оргельбрандта» стала першим універсальним польським енциклопедичним довідником. 
Видавалась в Варшаві, столиці Царства Польського, що в XIX столітті частиною Російської імперії.
Всього видавнича фірма Самуеля Оргельбрандта випустила три енциклопедії (в п'яти редакціях):
«Загальна енциклопедія С.Оргельбрандта» (1859), 28 томів, Варшава, 1859—1868;
«Загальна енциклопедія С.Оргельбрандта» (1872), 12 томів, Варшава, три видання: 1872—1876; 1877—1879; 1883—1884;
«Загальна енциклопедія С.Оргельбрандта» (1898)
Одним з авторів Енциклопедії був Каєтан Крашевський.